# Попиллии
Попи́ллии (лат. Popillii) — древнеримский плебейский род, первые упоминания о котором появляются в источниках в 360-е годы до н. э., сразу после принятия законов Лициния—Секстия, благодаря которым плебеи получили доступ к консулату. Когномен «Ленат» (лат.  Laenas), типичный для Попиллиев, иногда встречается и у представителей других родов; согласно Цицерону, это родовое прозвище происходит от слова laena, обозначавшего мантию фламина, но Фридрих Мюнцер предположил, что это, скорее, номен нелатинского (возможно, этрусского) происхождения, который в Риме превратился в когномен.

## Известные представители
- Марк Попиллий Ленат — четырёхкратный консул (в 359, 356, 350 и 348 годах до н. э.).
- Марк Попиллий Ленат — консул 316 года до н. э.
- Марк Попиллий Ленат — консул 173 года до н. э.
- Марк Попиллий Ленат — консул 139 года до н. э.